# Mosquée de Hadži Kurt (Mostar)
Pour les articles homonymes, voir Mosquée de Hadži Kurt.
La mosquée de Hadži Kurt, également connue sous le nom de Tabačica džamija, est située en Bosnie-Herzégovine, sur le territoire de la ville de Mostar. Construite à la fin du XVIe siècle ou au début du XVIIe siècle, elle est inscrite sur la liste provisoire des monuments nationaux de Bosnie-Herzégovine.

## Architecture

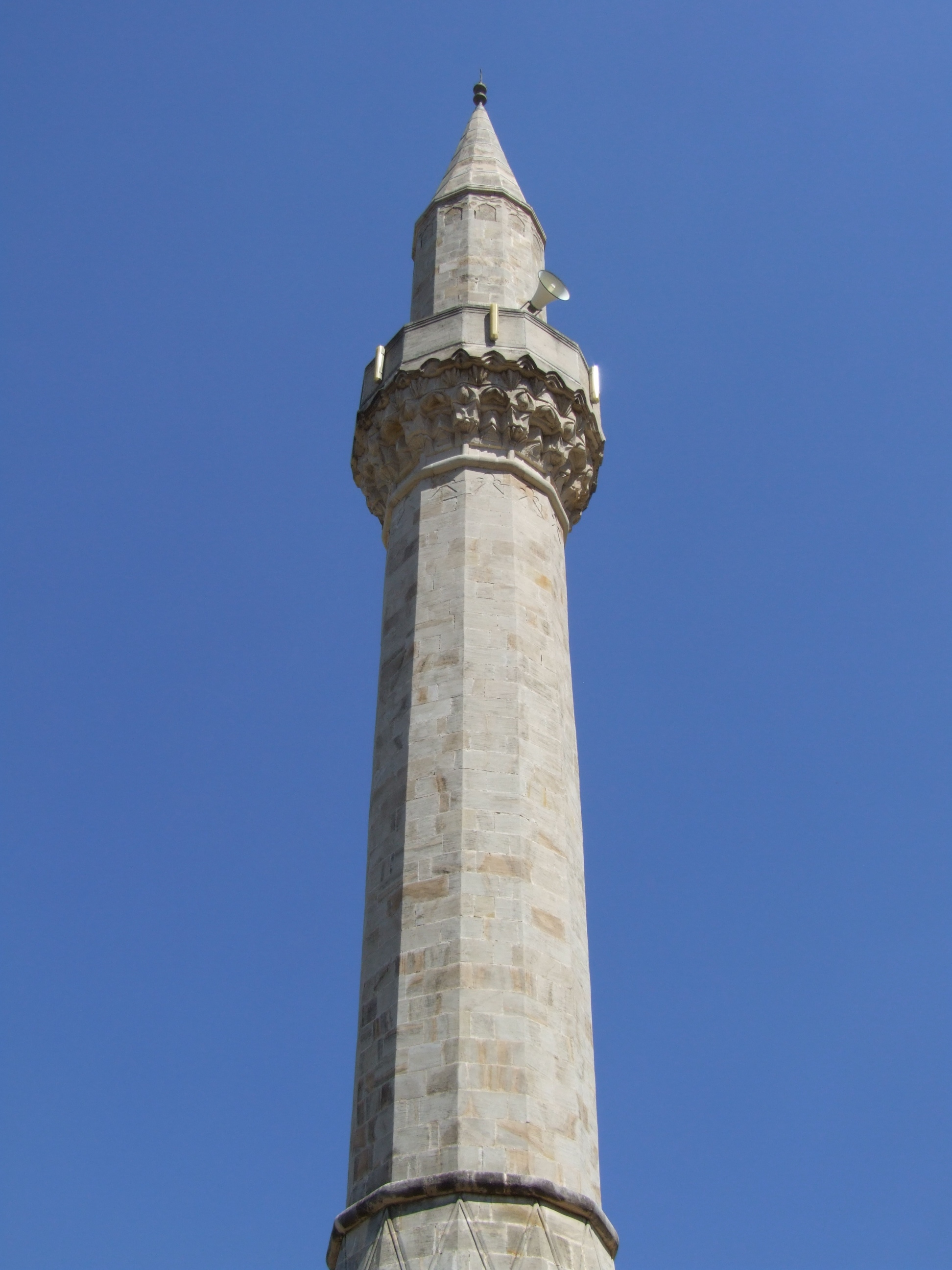
Le minaret de la mosquée